# Znak migowy
Znak migowy – gest posiadający znaczenie umowne w danym środowisku głuchych. Rozróżniamy: 
- znaki migowe daktylograficzne (daktylogramy) oznaczające poszczególne litery (alfabet palcowy), liczebniki główne i porządkowe, znaki przestankowe, znaki działań arytmetycznych itp.
- znaki migowe ideograficzne (ideogramy) oznaczające pojęcia[1].

Inna klasyfikacja znaków migowych obejmuje trzy rodzaje znaków:
- znaki manualne – słowa, których użycie wymaga jedynie posłużenia się rękami (migać, pomagać, dom),
- znaki niemanualne – pełniące funkcję fonologiczną, morfologiczną lub składniową znaki nieangażujące rąk ("tak"),
- znaki wielomodalne – złożone słowa (nie złożenia), które artykułuje się jednocześnie za pomocą rąk i składników niemanualnych, w skład których wchodzą wszystkie elementy: konfiguracja ręki, lokalizacja, ruch oraz sygnały niemanualne ("udawać-czuć się głupio")[2].